# 許再枝
許再枝（1921年—2016年8月12日），臺灣彰化縣田中鎮人，醫生，長期在埔心鄉問診，人稱為「再枝仙」，第二十四屆醫療奉獻獎得主。

## 生平
1921年，許再枝出生於今彰化縣田中鎮。父親務農，早年家境不好。1935年，十四歲時他到嘉義縣水上鄉陳坤源叔父開設的中央診所見習。二十一時，通過醫務技術考試，並在當時的台北帝國大學受訓半年。二十三歲與在診所工作時認識的詹蔭結婚，共育三男五女。
1944年，許再枝通過總督府軍醫考試，在馬尼拉一○三海軍醫院任三年半，返回臺灣後1948年考取中華民國政府醫師執照，至台南陸軍第四總院內科服役半年，1952年在埔心鄉開設埔心第一家西醫診所「再枝診所」。這間位在居住地羅厝村開的診所是以內科及小兒科為主。
許再枝回憶，起初埔心鄉全鄉只有他與埔心衛生所共兩名醫師，由於民眾普遍貧困，常有病患無錢看病，但他並不要求馬上繳付，有的繳不起他也就順其自然，直到政府辦理全民健保後這種現象就不再發生了。他身兼內、外科、小兒科，有時還包辦婦產科，行醫範圍包括員林鎮、溪湖鎮、永靖鄉。許再枝長子許駿慧表示，父親信奉天主教，擅長小兒科，且也是使用產鉗的高手，曾經一晚接生八位新生兒，若病患還不了錢，還會把賒帳單燒掉。許再枝女兒許靜屏說，以前有病患比較窮，病還沒好就不來，爸爸總叮嚀病患再回來把病看好。
許再枝也對埔心鄉貢獻，不但出錢鋪路，也捐地興建羅厝國小，曾有人推舉他參選從政，卻被回絕了。由於他行醫近半世紀，且八十歲高齡仍無退意，被埔心鄉長、東波及彰化秀傳醫院總裁黃明和在2001年3月16日共同推薦醫療奉獻獎候選人。對於該年沒有當選，許再枝表示獲推薦就是能力的肯定，更重要的是激勵他對醫療工作的執著。他行醫到2012年，九十一歲。2014年，他才得第廿四屆醫療奉獻獎已九十三歲，同年10月31日，發表得獎感言僅有「我年紀大，很少說話，不太會講話」，現場報以熱烈掌聲。
2016年8月12日晚，人稱「再枝仙」的許再枝於家中就寢後安詳辭世。
2017年耶誕夜，埔心羅厝天主堂將許再枝醫師故事作為光雕秀之一。後來埔心鄉公所出版《沒關係醫師》故事繪本以紀念。